# 山吹香織
山吹 香織（やまぶき かおり・1987年7月17日 - ）は、愛知県出身の女性モデル・レースクイーンである。
横浜DeNAベイスターズの公式サポーティングガールズユニット『diana』2015年度メンバーの一人。愛称は「ヤマさん」。

## 略歴
- 2013年、当時スリーライズに所属していた桜木ゆいと共に、SUPER GT『TEAM IMPUL カルソニックレディ』を務める[2][1]。歴代のカルソニックレディとしては、昭和62年（1987年）生まれということで最後の昭和生まれとなった（2017年現在）。
- 2014年2月、『湘南ベルマーレクイーン』に応募しファイナリスト12名まで残るも、受賞はならなかった[3]。
- 2015年、横浜DeNAベイスターズの公式サポーティングガールズユニットとしてリニューアルされた『diana』のメンバーに就任し、1年間務めた[4]。
- 2015年11月8日に筑波サーキットで行われた『TASTE OF TSUKUBA』に「イエローコーンGAL」として参加[5]。翌2016年5月3日 - 4日に富士スピードウェイで行われた『ポルシェ・カレラカップ ジャパン』でもイエローコーンGALとしてスポット参加した[6]。
- 2016年9月より、江戸川競艇場のイメージガールユニット「Eウェーブス」としても活動中[7]。

## 人物・エピソード
- 趣味はお菓子作り、カフェ巡り。特技はバスケットボール、耳を動かすこと[2][1]。
- 姉が1人いる[8]。
- 2013年5月5日放送の『SUPER GT+』（テレビ東京系）で行われた企画「レースクイーン一発芸コンテスト」に出場。シーサーのモノマネを披露しグランプリに輝いた[9][10]。放送後もレースやイベントでは「シーサー」と呼ばれたりする[11]他、友人からシーサーの置物をプレゼントされたこともある[12]。
- 小学5年の時、家族と一緒にナゴヤドームで野球観戦した際、グラウンドで踊るチアリーディングチームに憧れていたという。その時に中日ドラゴンズと対戦していたベイスターズのサポーティングガールズユニットのオーディションを27歳で受けた（任期中に28歳となる）[13]。

## 出演

### CM
- ペッパーランチ（2014年 - ）[14]

### イベント
- 代官山コレクション2014「とっとり山の手物語 華貴婦人イメージガール」（2014年10月4日）[15]
- 東京オートサロン「K SPECブース」（2015年1月／2017年1月）[11][16]
- 代官山コレクション2015（2015年10月16日）[17]
- 福島県最大の格闘技イベント「BLAZE」ラウンドガール（2016年2月21日）[18]
- 代官山コレクション2016「wedding box」モデル（2016年10月8日）[19]
- 東京オートサロン2018「ワンスマ × scuderia46」ブース（2018年1月12日 - 14日、幕張メッセ）

### その他
- 2017年
  - 東京オートサロン - コンパニオン